# Gustave Michel
Gustave Michel, nacido en París el 28 de septiembre de 1851 y fallecido el 23 de marzo de 1924, escultor francés.

## Datos biográficos
Fue profesor de modelado.

## Obras
Entre las mejores y más conocidas obras de Gustave Michel se incluyen las siguientes:
- Monumento conmemorativo a la Revolución Francesa

Monument commémoratif de la Révolution française (1890) en Châtellerault (Vienne).
- Los barqueros y los herreros-remachadores.

Les nautes et les forgerons-riveteurs. Los dos grupos del Puente de Bir-Hakeim de Paris.

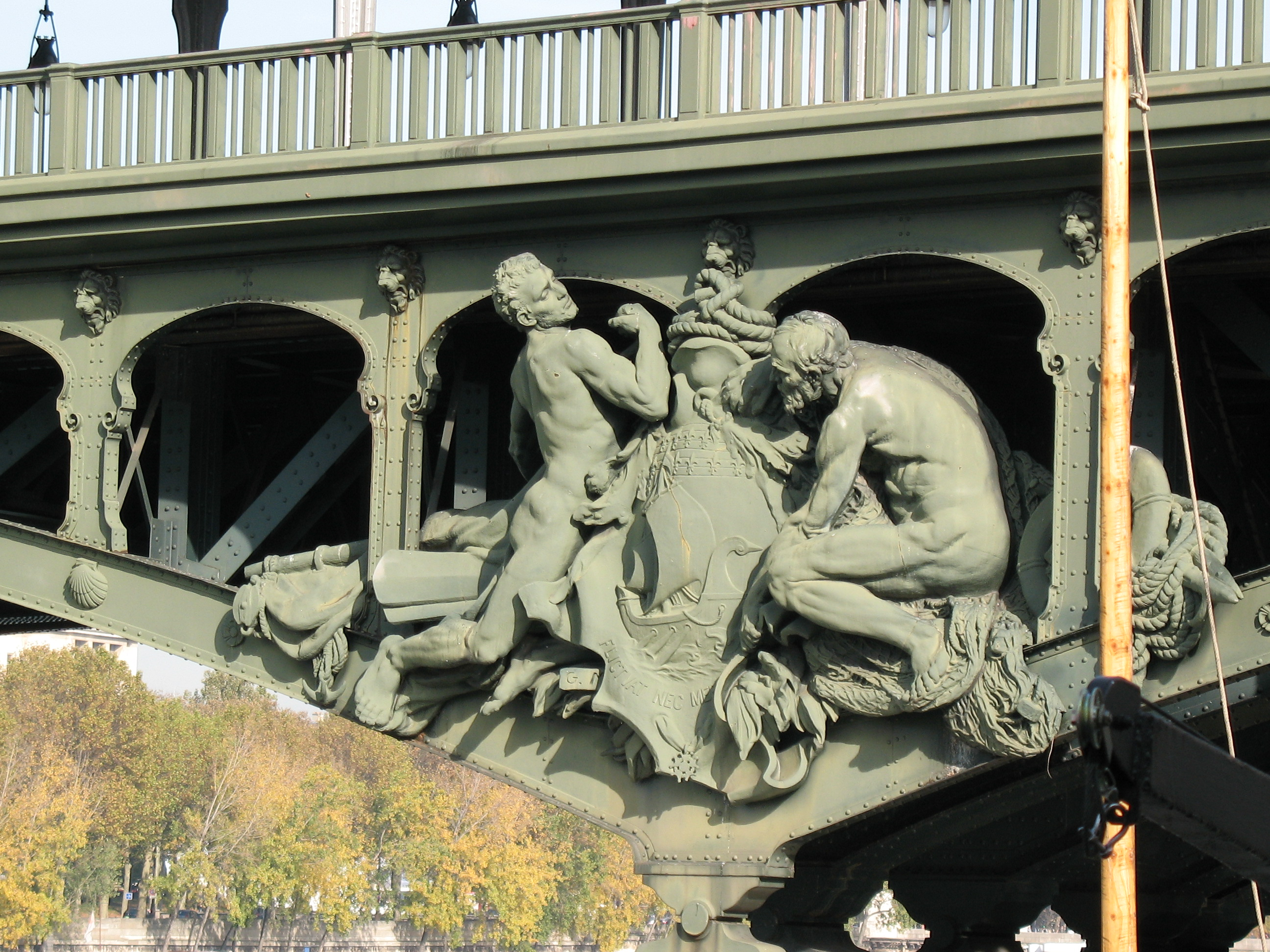
Los barqueros. Puente Bir Hakein de París
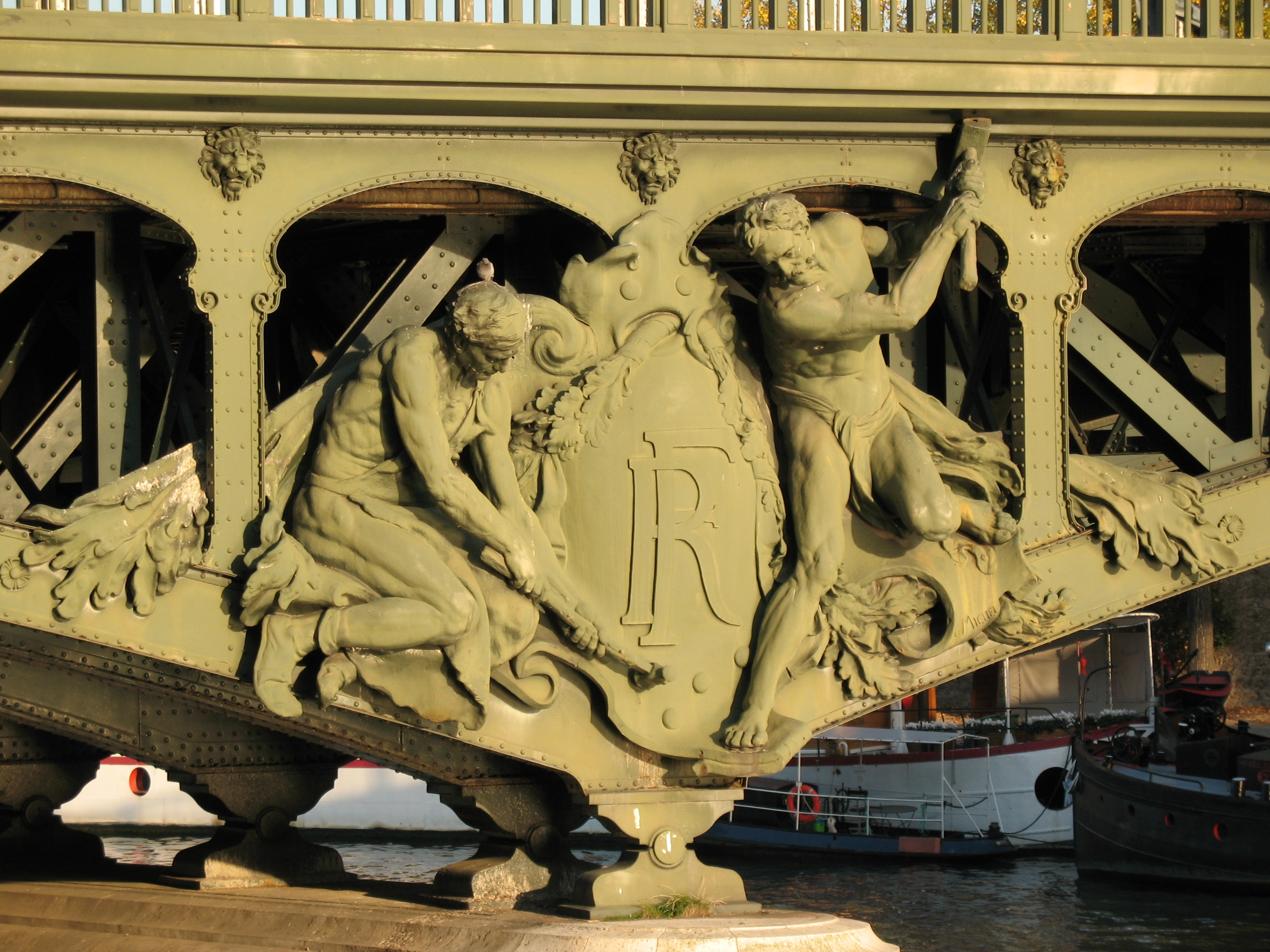
Los herreros-remachadores. Puente Bir Hakein de París
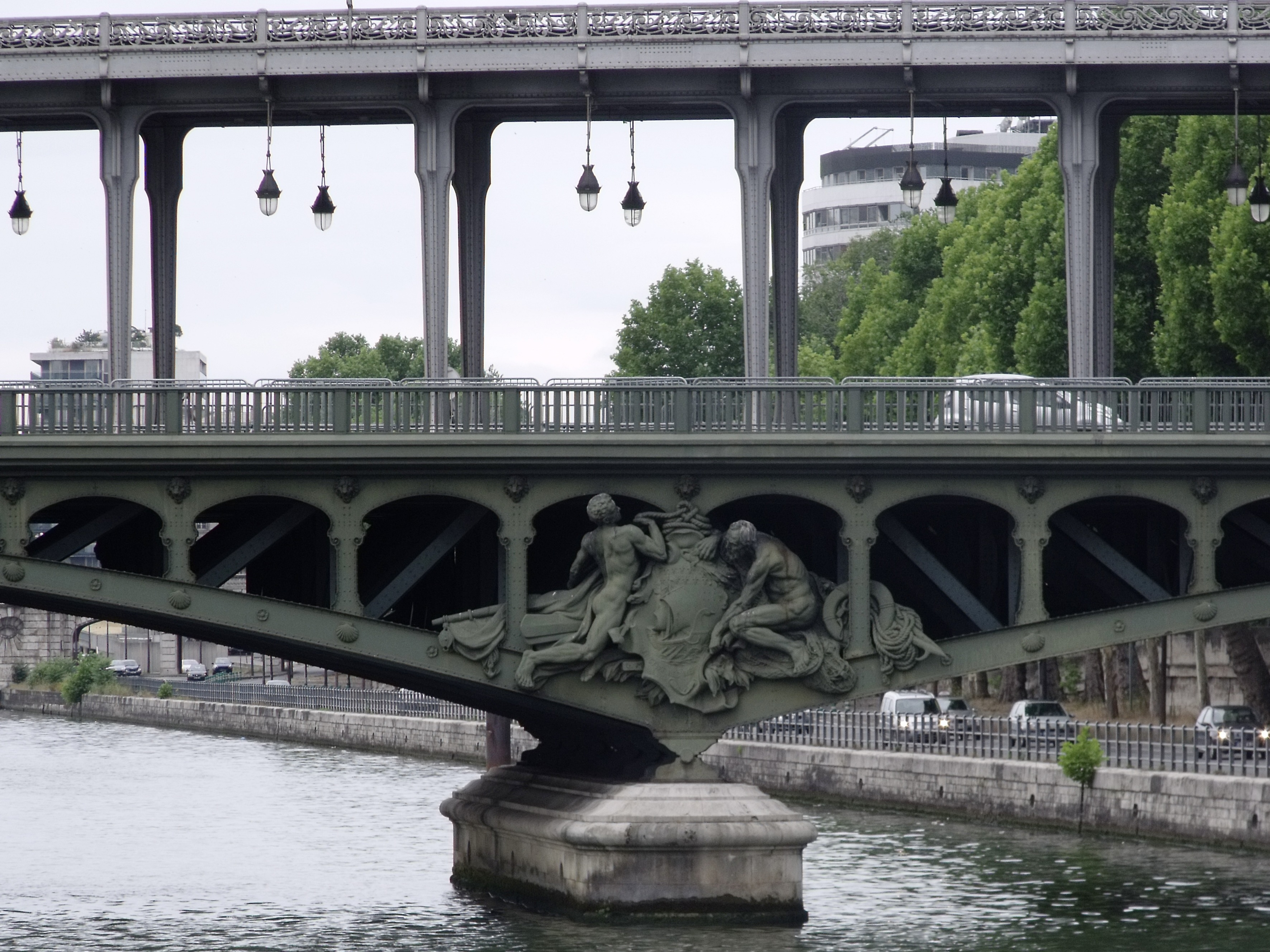
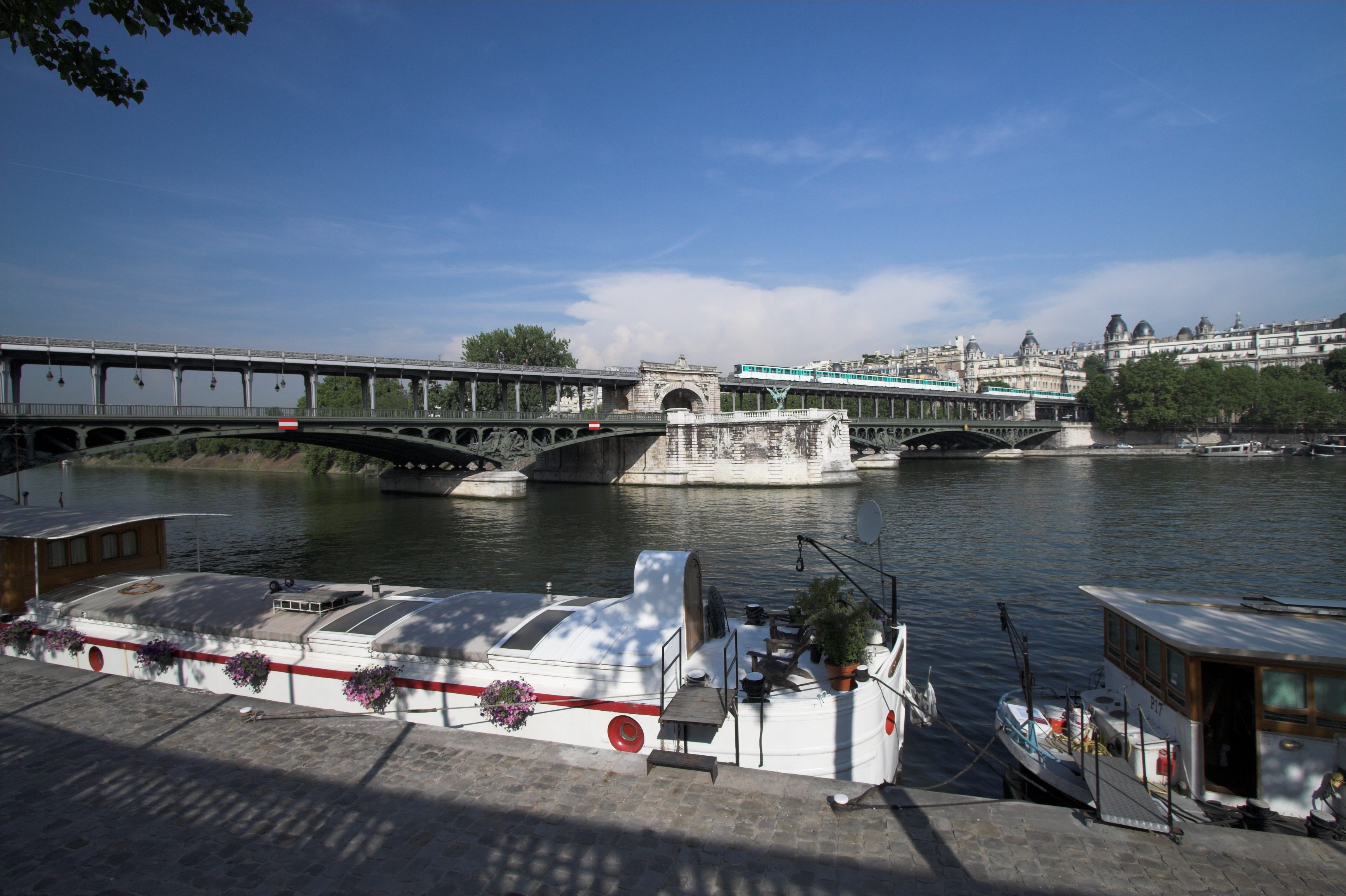
Vista general del puente

- El Monumento a Jules Ferry

Monument à Jules Ferry (1910) en el Jardín de las Tullerias de París
- La Francia en Paz

La France pacifique en París (entre 1897 et 1900).

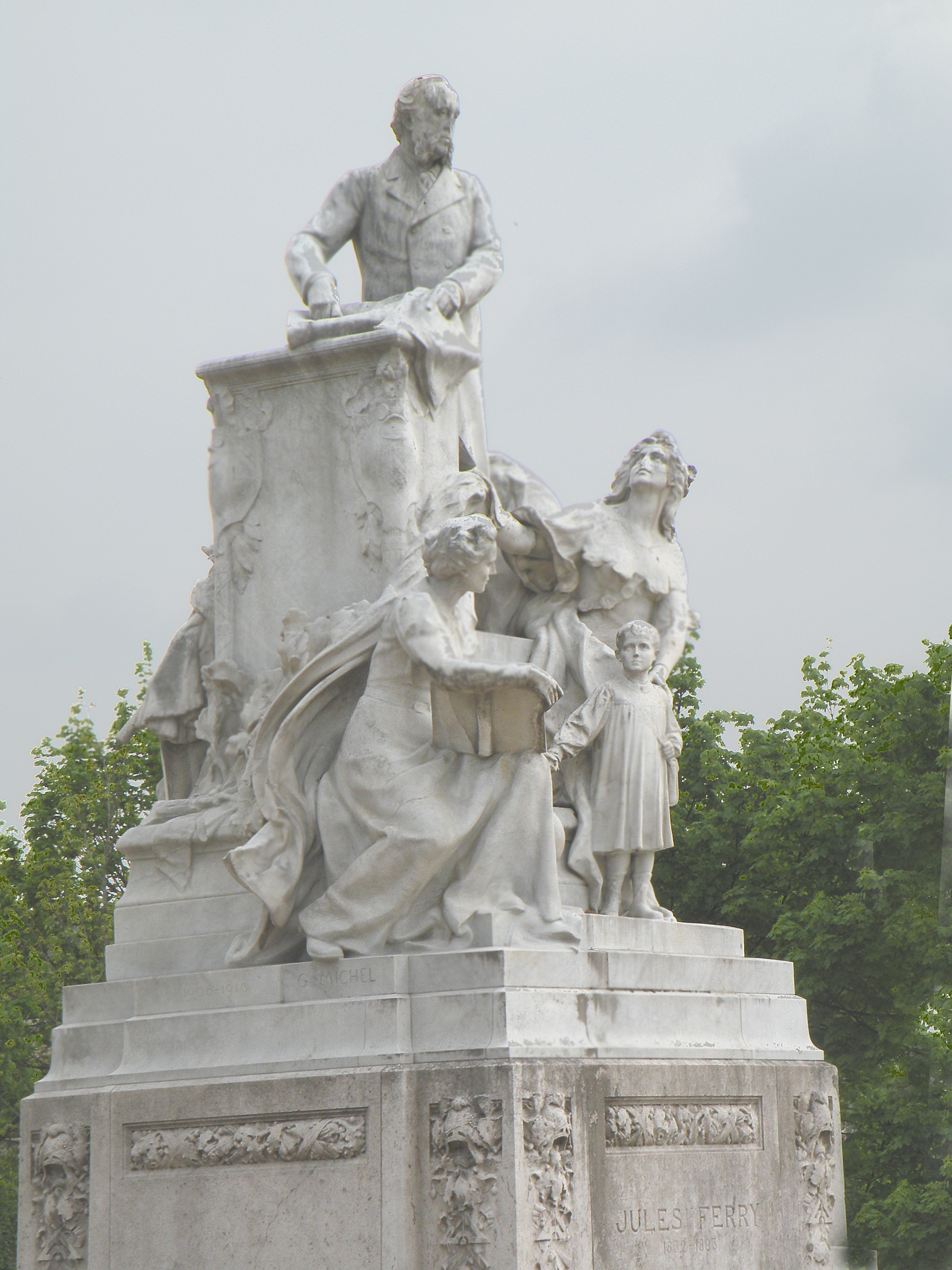
Monumento a Jules Ferry
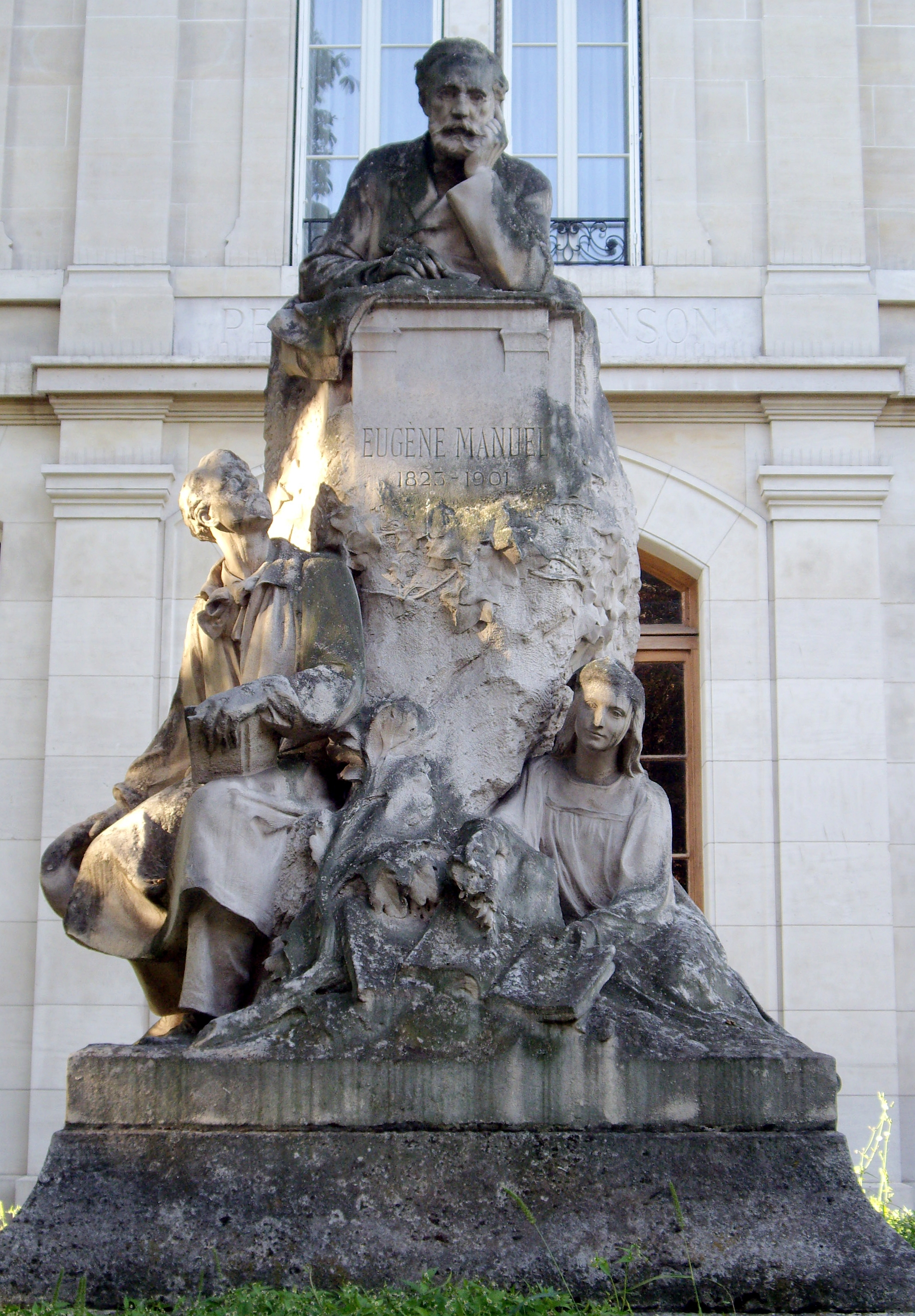
Monumento a Eugène Manuel del XVI Distrito de París, inaugurado en 1908
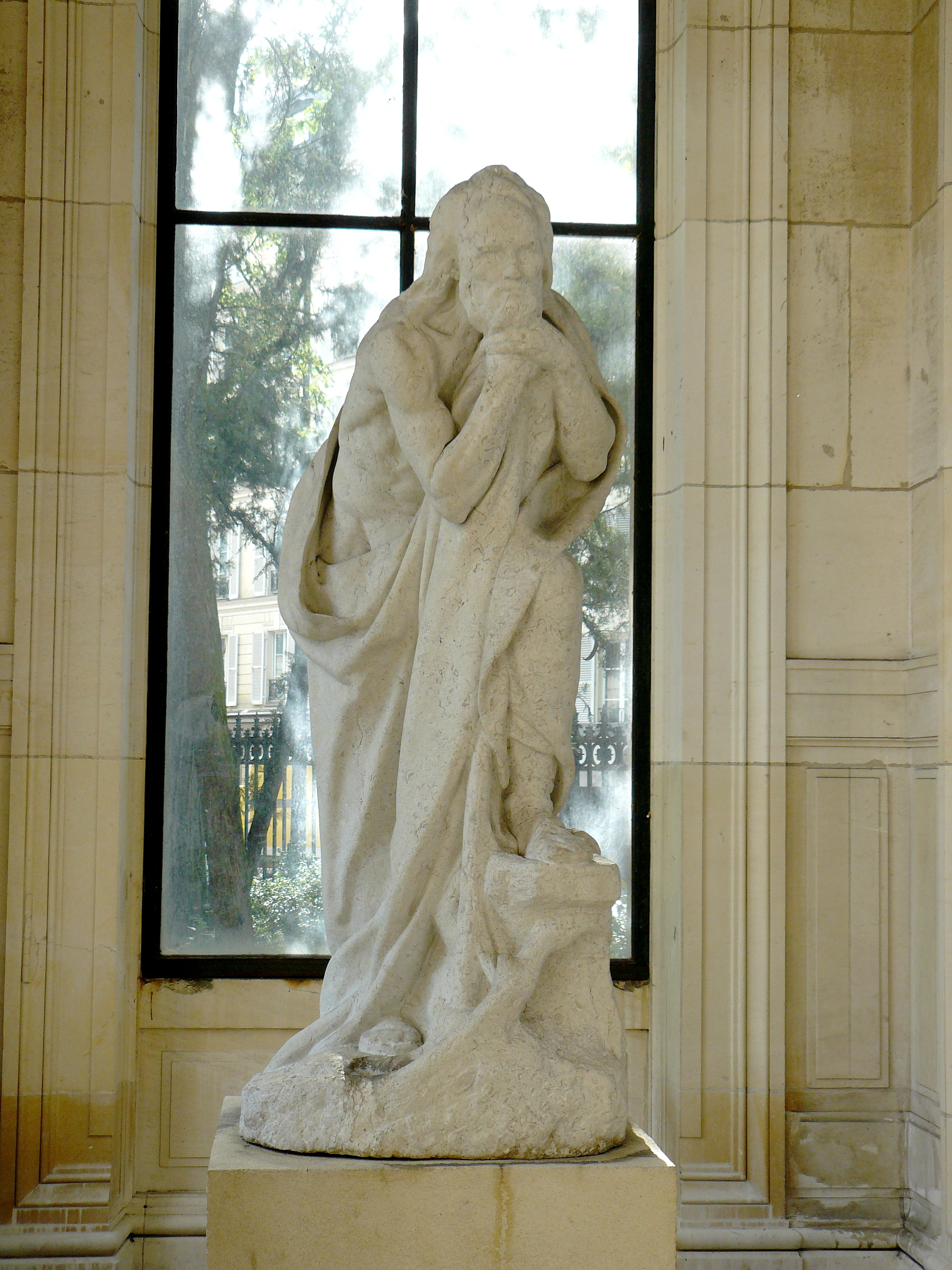
Au soir de la vie, estatua de piedra (1901); peristilo del Palacio Galliera XVI Distrito de París
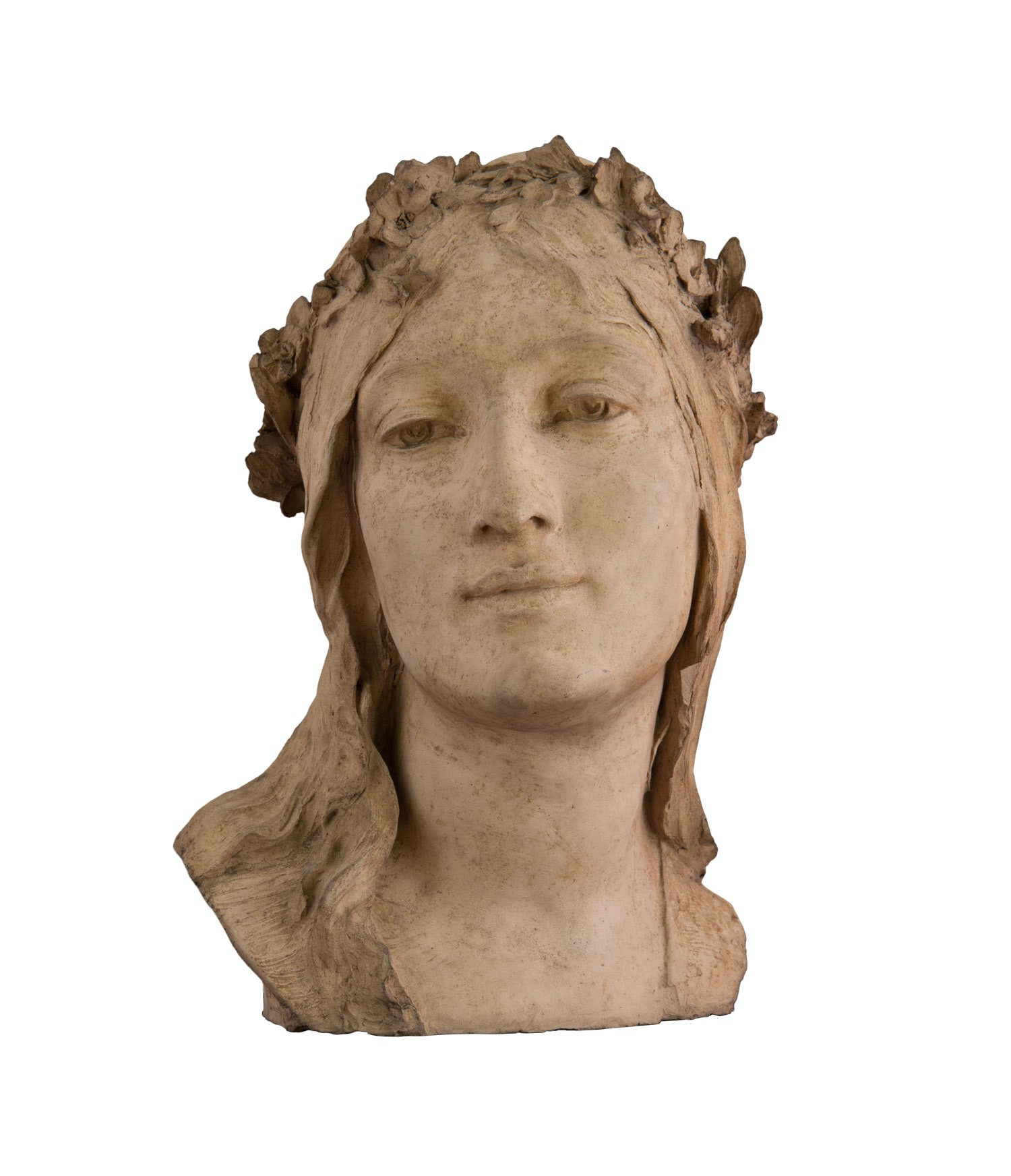
Bianca, escultura en terracota esmaltada (1888); Museo Nacional de Bellas Artes Buenos Aires Argentina